# Philip Ober
Philip Ober (23 de marzo de 1902 - 13 de septiembre de 1982) fue un actor estadounidense.

## Biografía
Nacido en Fort Payne, Alabama, fue conocido por interpretar a menudo papeles de hombre serio en situaciones ridículas. Una de sus actuaciones más destacadas en el teatro fue el éxito de Broadway Personal Appearance (1934), obra de Lawrence Riley en la que actuaba con Gladys George. 
Entre 1954 y 1967 actuó con frecuencia en series televisivas. En 1941 se casó con la actriz Vivian Vance, famosa por su interpretación de Ethel Mertz en la serie de TV I Love Lucy (1951-1957). Ober tuvo varias intervenciones en I Love Lucy, interpretando al productor de Hollywood Dore Schary. Ober y Vance se divorciaron en 1959.
Tuvo un papel importante, aunque breve, como embajador de las Naciones Unidas en el film de Alfred Hitchcock North by Northwest (Intriga Internacional - Con la muerte en los talones) (1959). También fue el marido de Deborah Kerr en la película de 1953 De aquí a la eternidad.
Además, interpretó en varias ocasiones al General Wingard Stone en los primeros episodios de la serie de la NBC Mi bella genio.
Philip Ober falleció en México, D. F. en 1982 a causa de un fallo cardiaco. Fue incinerado en el Chapel of the Pines Crematory en Los Ángeles, California.

## Filmografía
- 1934: Chloe, Love Is Calling You
- 1938: Little Me
- 1950: The Magnificent Yankee
- 1950: The Secret Fury
- 1950: Never a Dull Moment
- 1951: The Unknown Man
- 1952: Washington Story
- 1952: Come Back, Little Sheba
- 1953: The Clown
- 1953: The Girls of Pleasure Island
- 1953: Scandal at Scourie
- 1953: De aquí a la eternidad
- 1954: About Mrs. Leslie
- 1954: Broken Lance
- 1956: Calling Terry Conway (TV)
- 1957: Tammy and the Bachelor
- 1957: Escapade in Japan
- 1958: The High Cost of Loving
- 1958: Ten North Frederick
- 1958: Torpedo Run
- 1959: The Mating Game
- 1959: North by Northwest (Con la muerte en los talones)
- 1959: Beloved Infidel
- 1960: Elmer Gantry
- 1960: Let No Man Write My Epitaph
- 1960: The Facts of Life
- 1961: The Crimebusters
- 1961: Go Naked in the World
- 1963: The Ugly American
- 1964: The Brass Bottle
- 1966: The Ghost and Mr. Chicken
- 1968: Assignment to Kill